# Jesper Kyd
Jesper Kyd, född 3 februari 1972 i Köpenhamn, Danmark är en dansk TV-spel-, film- och musikkompositör. Han är bland annat känd för musiken till spelserier som Hitman och Assassin's Creed.

## Arbete

### Spel
- 2022 - Warhammer 40,000: Darktide
- 2022 - Dune: Spice Wars
- 2020 - Assassin's Creed Valhalla
- 2019 - Borderlands 3
- 2018 - State of Decay 2
- 2017 - MU Legend
- 2016 - Robinson: The Journey
- 2015 - Warhammer: End Times – Vermintide
- 2014 - Borderlands: The Pre-Sequel
- 2012 - Borderlands 2
- 2012 - Darksiders II
- 2012 - Heroes and Generals
- 2011 - Forza Motorsport 4
- 2011 - Assassin's Creed: Revelations (med Lorne Balfe)
- 2010 - Assassin's Creed: Brotherhood[1]
- 2009 - Assassin's Creed II
- 2009 - Borderlands
- 2008 - The Chronicles of Spellborn
- 2008 - The Club
- 2007 - Assassin's Creed
- 2007 - Unreal Tournament 3
- 2007 - Kane & Lynch: Dead Men
- 2006 - Hitman: Blood Money
- 2006 - Splinter Cell: Chaos Theory
- 2004 - Dance Dance Revolution ULTRAMIX 2 (sångerna .59 -remix-, Istanbul café och Red Room)
- 2004 - Robotech: Invasion
- 2004 - Hitman: Contracts
- 2004 - Todd McFarlane's Evil Prophecy
- 2003 - Freedom Fighters
- 2003 - Brute Force
- 2002 - Hitman 2: Silent Assassin
- 2002 - Minority Report: The Video Game
- 2001 - Shattered Galaxy
- 2001 - The Nations: Alien Nations 2
- 2000 - Hitman: Codename 47
- 2000 - Messiah
- 2000 - MDK2
- 2000 - Soldier (inte släppt)
- 1999 - Time Tremors
- 1996 - Scorcher
- 1996 - Amok
- 1995 - Adventures of Batman and Robin
- 1994 - Red Zone
- 1993 - Subterrania
- 1993 - AWS Pro Moves Soccer
- 1990 - U.S.S. John Young

### Filmer
- 2018 - Tumbbad
- 2008 - Staunton Hill
- 2008 - Year Zero
- 2007 - La Passion de Jeanne d'Arc (1928, ny komponering)
- 2006 - Sweet Insanity
- 2003 - Night All Day
- 2002 - Pure
- 2002 - Death of a Saleswoman

### Kortfilmer
- 2006 - Virus
- 2006 - Impulse
- 2003 - Cycle
- 2002 - Pure
- 2002 - Paper Plane Man
- 2002 - Day Pass
- 2001 - Going with Neill
- 2001 - The Lion Tamer
- 2000 - Organizm

### Trailers
- Assassin's Creed TV Launch Trailer
- Assassin's Creed Cello TV Trailer
- Gears of War E3 Trailer
- V for Vendetta (Warner Bros. Pictures)
- Hitman: Blood Money TV Trailers
- Hitman: Contracts TV Trailers
- Hitman 2: Silent Assassin TV Trailers

## Priser och nomineringar
- 2012 BAFTA British Academy of Film and Television Arts - Best Original Score Nomination
- 2011 GameSpot Readers Choice Special Achievement Awards - Best Music Winner
- 2011 GameSpot Editors Choice Special Achievement Awards - Best Music Nomination
- 2011 Gold Spirit Awards - Best Video Game Score Nomination
- 2011 Academy of Interactive Arts & Sciences - Outstanding Achievement in Original Music Nomination
- 2011 Game Audio Network Guild Awards - Music of the Year Nomination
- 2011 Soundtrack Geek Awards - Best Video Game Score Nomination
- 2010 Hollywood Music in Media Awards - Best Original Score (VG) Nomination
- 2010 Gold Spirit Awards: Best Video Game Score Winner
- 2010 BAFTA British Academy of Film and Television Arts - Best Original Score Nomination
- 2010 International Film Music Critics Association - Best Original Video Game Score Nomination
- 2010 Academy of Interactive Arts & Sciences - Outstanding Achievement in Original Music Nomination
- 2010 Game Audio Network Guild Awards - Music of the Year Winner
- 2009 IGN Best of the Year Awards - Best Soundtrack Winner (PlayStation 3)
- 2009 GameSpot Readers Choice Special Achievement Awards - Best Original Score Winner
- 2009 GameSpot Editors Choice Special Achievement Awards - Best Original Score Nomination
- 2009 Hollywood Music in Media Awards - Best Original Score (VG) Winner
- 2009 Gamespy Editors' Choice Awards - Best Original Music Winner
- 2009 Spike Video Game Awards - Best Original Score Nomination
- 2009 G4TV X-Play Awards - Best Original Soundtrack Nomination
- 2009 Machinima Awards - Best Original Score Nomination
- 2008 ELAN Awards - Best Video Game Score Winner
- 2007 GameSpot - Best Video Game Score Nomination
- 2007 3 G.A.N.G. Nominations Including Music of the Year
- 2006 MTV Video Music Awards - Best Video Game Score Nomination
- 2006 IGN Best Original Score Winner
- 2006 Golden Joystick Awards - Best Game Soundtrack Nomination
- 2006 4 G.A.N.G. Nominations Including Music of the Year
- 2005 BAFTA - Winner Best Original Music Award (British Academy Award)
- 2005 G.A.N.G. Winner Best Music for Cinamatic/Cut Scene
- 2005 PSE2 Editor's Choice GOLD - Freedom Fighters Soundtrack CD
- 2004 Billboard Awards Best Music Nomination 2004
- 2004 IGN - Best Soundtrack Nomination
- 2004 3 G.A.N.G. Nominations
- 2004 PSE2 Editor's Choice GOLD - Hitman Contracts Soundtrack CD
- 2003 GameSpot - Best Soundtrack of the Year Winner
- 2003 Game Reactor - Best Original Soundtrack Winner
- 2003 PSE2 Editor's Choice GOLD - Hitman 2 Soundtrack CD
- 2002 Games Agent - Best Original Soundtrack Winner
- 2002 GameSpot - Best Original Soundtrack of the Year Nomination
- 2002 X-Sages - Soundtrack of the Year Nomination
- 2002 IGN - Best Sound Nomination
- 2002 Action Vault - Outstanding Achievement in Music
- 2002 Bolt Games - Bolt Games Music Award